# Leo Pinto
Leo Hillary Knowles Pinto (ur. 11 kwietnia 1914 w Nairobi, zm. 10 sierpnia 2010 w Mumbaju) – indyjski hokeista na trawie. Złoty medalista olimpijski z Londynu.

## Życiorys
Miał m.in. portugalskie korzenie. Urodził się w Kenii, w Indiach zamieszkał jako ośmiolatek. Zawody w 1948 były jego jedynymi igrzyskami olimpijskimi. W turnieju rozegrał 3 spotkania. Występował na pozycji bramkarza. Karierę zaczynał jako trzynastolatek i grał przez ponad 30 lat. Po zakończeniu kariery sportowej został szkoleniowcem.